# 耶内加
耶內加（英語：Yennenga）是莫西王國開國傳說中的公主，稱號為「莫西人的母親」。 達邦王國（現為迦納）的內德加國王對耶內加寵愛有加，但是耶內加决定離開王國。耶內加騎馬奔馳時，遇到了年轻獵人里亞萊（Rialé），後來兩人有了一個孩子，名為韋德拉奧果（Ouedraogo） 。韋德拉奧果是布吉納法索的有名姓氏，意为「雄馬」，以紀念耶內加遇見里亞萊時騎的馬。人們認為耶內加的兒子韋德拉奧果是莫西王国的開國者。

## 生平
耶內加是布吉納法索的公主，出生於900多年前，是內德加國王和娜波科王后的女兒。內德加是12世纪早期達邦王國（即現在的北迦納）的國王，他把耶內加培養成了驍勇善戰的獵人和戰士。耶內加十分美麗（耶內加的意思是「苗條的」），堅強獨立又受到愛戴。
耶內加14歲就開始與鄰國曼丁戈作戰。她是了不起的騎兵，精通標槍、長矛和弓箭，指揮着自己的兵營。因此，耶內加到了法定结婚年齡时，內德加拒绝为她挑選丈夫，也不允许她结婚。
為了向父親表達自己的不快，耶內加種了一塊麥田，在莊稼長大後任由莊稼腐爛，以告訴父親無法結婚的感受。內德加沒被打動，反而把女兒關了起來。
國王的一位騎兵幫助耶內加偽裝成男人，騎著她的騭逃跑。曼丁戈人襲擊殺害了騎兵，只剩下耶內加一個人。耶內加繼續向北騎行。 晚上，耶內加過河而筋疲力盡時，耶內加在森林中遇到了名叫里亞萊的獨居獵象人。里亞萊看穿了耶內加的偽裝，他們相愛了。
兩人的兒子名為韋德拉奧果，意為「雄馬」。韋德拉奧果拜訪了祖父內德加國王。內德加國王發現女兒還活著，安排了一場宴會，派代表將心愛的女兒接回家。 耶內加和里亞萊一起回到王國，內德加國王熱烈歡迎他們，並給韋德拉奧果接受最好的訓練。韋德拉奧果還得到了骑兵，牛和其他物品，用来建立莫西王国。

## 影響
莫西人認為耶內加是帝國之母，瓦加杜古首都布吉納法索有许多耶內加的雕像。兩年一度的瓦加杜古泛非电影電視節（FESPACO）的一等獎是名為耶內加金馬獎的黄金騭雕像。布吉納法索國家足球隊的綽號是「雄馬」，指耶內加的雄馬。